# Vuelta Ciclista del Uruguay 1999
La 56.ª edición de la Vuelta Ciclista del Uruguay se disputó entre el 25 de marzo y el 4 de abril de 1999.

## Etapas
| Etapa   | Fecha       | Recorrido                               | km        | Ganador (equipo)                     |
| Prólogo | 25 de marzo | Montevideo                              | 1,5 (CRI) | Gregorio Bare (Alas Rojas)           |
| 1.ª     | 26 de marzo | Pando-Maldonado                         | 186,5     | Tupak Casnedi (Mobili Lissone-Mapei) |
| 2.ª     | 27 de marzo | Maldonado-Rocha                         | 143       | Gerardo Romero (Nacional)            |
| 3.ª     | 28 de marzo | Lascano (Paso Averías)-Melo             | 171       | Marlon Pérez (Orgullo Paisa)         |
| 4.ª     | 29 de marzo | Melo (Bañado de Medina)-Tacuarembó      | 180,5     | Gregorio Bare (Alas Rojas)           |
| 5.ª     | 30 de marzo | Tacuarembó (Puntas del Gualeguay)-Salto | 144,8     | Gerardo Romero (Nacional)            |
| 6.ª     | 31 de marzo | Salto-Paysandú                          | 111,5     | Gregorio Bare (Alas Rojas)           |
| 7.ª A   | 1 de abril  | Paysandú-Fray Bentos                    | 122       | José Maneiro (Dolores Cycles Club)   |
| 7.ª B   | 1 de abril  | Fray Bentos-Mercedes                    | 42 (CRI)  | Federico Moreira (Cruz del Sur)      |
| 8.ª     | 2 de abril  | Mercedes-Trinidad                       | 162       | José Maneiro (Dolores Cycles Club)   |
| 9.ª     | 3 de abril  | Trinidad-San José                       | 185,5     | Gregorio Bare (Alas Rojas)           |
| 10.ª    | 4 de abril  | San José-Montevideo                     | 191       | Sergio Tesitore (C. C. Maldonado)    |

### Clasificación individual
| Pos. | Ciclista          | Equipo                     | Tiempo           |
| ---- | ----------------- | -------------------------- | ---------------- |
| 1.º  | Federico Moreira  | Club Ciclista Cruz del Sur | 39 h 19 min 21 s |
| 2.º  | Javier Gómez      | Alas Rojas                 | a 33 s           |
| 3.º  | Marlon Pérez      | Orgullo Paisa              | a 36 s           |
| 4.º  | Marcio May        | Caloi                      | a 1 min 03 s     |
| 5.º  | Daniel Fuentes    | Marconi                    | a 3 min 10 s     |
| 6.º  | César Berti       | Alas Rojas                 | a 4 min 47 s     |
| 7.º  | Gustavo Figueredo | Nacional                   | a 4 min 54 s     |
| 8.º  | Agustín Margalef  | Club Ciclista Maldonado    | a 5 min 04 s     |
| 9.º  | Milton Wynants    | Nacional                   | a 5 min 27 s     |
| 10.º | Gustavo Toledo    | Argentina                  | a 5 min 33 s     |

### Clasificación por equipos
| Pos. | Equipo     | Tiempo            |
| ---- | ---------- | ----------------- |
| 1.º  | Nacional   | 118 h 11 min 08 s |
| 2.º  | Alas Rojas | a 3 min 18 s      |
| 3.º  | Caloi      | a 4 min 44 s      |